# Pictetia
Pictetia es un género de plantas con flores con 10 especies aceptadas, perteneciente a la familia Fabaceae. Es originario del Caribe.

## Especies aceptadas
- Pictetia aculeata (Vahl) Urb.
- Pictetia angustifolia Griseb.
- Pictetia jussiaei DC.
- Pictetia marginata C.Wright
- Pictetia mucronata (Griseb.) Beyra & Lavin - yamaquey común[1]
- Pictetia nipensis (Urb.) Beyra & Lavin
- Pictetia obcordata DC.
- Pictetia pubescens Hochst.
- Pictetia spinosa (A.Rich.) Beyra & Lavin - yamaquey de loma[1]
- Pictetia sulcata (P.Beauv.) Beyra & Lavin[2] - yamaquey de tres hojas[1]